# Lévi Alves Cabral
Lévi Alves Cabral est un ancien joueur de volley-ball brésilien (né le 16 mai 1989 à Rio de Janeiro) qui évoluait au poste de réceptionneur-attaquant.

## Carrière
Il a été formé aux États-Unis dans l'Université baptiste de Californie de 2008 à 2013, avant d'intégrer le championnat français avec le club de Saint-Nazaire (2013-2014). Il a ensuite évolué dans le club polonais AZS Olsztyn puis chez les Turcs du Fenerbahçe Istanbul avant de rejoindre en 2016 le club du TVB à Tours.

## Performance (2013-2014)
Source : lnv.fr.
| Club          | Match joués | Attaque    | Contre    | Aces |
| ------------- | ----------- | ---------- | --------- | ---- |
| Saint-Nazaire | 25          | 359 points | 31 points | 32   |